# William Walker (chef amérindien)
Pour les articles homonymes, voir William Walker (homonymie) et Walker.
William Walker, né le 5 mars 1800 dans le comté de Wayne au Michigan, et mort le 13 février 1874 à Kansas City dans le Missouri, est un chef amérindien des Hurons-Wendats.
Élu premier gouverneur provisoire du territoire du Nebraska (incluant l'actuel Kansas), sans être reconnu par le gouvernement fédéral, son élection incite le congrès à accélérer l'organisation officielle des futurs États du Kansas et du Nebraska, en adoptant la loi Kansas-Nebraska de 1854.

## Biographie

### Situation personnelle
Walker est né le 5 mars 1800 dans le comté de Wayne au Michigan,. Son père, lui aussi nommé William Walker (1771-1824), était un homme blanc capturé par les Lenapes en 1777 dans le comté de Russell en Virginie. Walker Sr. a ensuite été vendu aux Hurons-Wendats et a grandi parmi eux. William Sr. a épousé Catherine Rankin (1771-1844), une amérindienne Wendate à un quart. Le couple a eu dix enfants.
Walker est éduqué dans une école méthodiste à Worthington dans l'Ohio, et parlait anglais, français, wyandot, delaware, chaouanon, miami et potawatomi ; et lisait le latin et le grec. Il était décrit comme un orateur éloquent et un écrivain percutant sur des sujets politiques et littéraires. Il épouse Hannah Barrett (décédée le 7 décembre 1863) le 8 avril 1824. Elle était étudiante dans une école missionnaire chrétienne à Upper Sandusky dans l'Ohio — et probablement d'origine indienne — et a servi comme secrétaire privée de Lewis Cass, gouverneur du territoire du Michigan. Il devient chef des Wyandots en 1835. Après la mort de sa première femme, Walker épouse Evelina J. Barrett, veuve et belle-sœur de sa première femme, en 1865. Elle décède le 28 août 1868.

### Migration vers le Kansas
Malgré leur adaptation aux mœurs américaines, la pression politique sur les Wyandots s'est accrue dans les années 1830 pour échanger leurs terres dans l'Ohio contre des terres dans ce qui deviendrait l'État du Kansas. En 1832, Walker dirige une délégation de cinq Wyandots pour explorer les terres qui leur étaient proposées. Le rapport des Wyandots, rédigé par Walker, était très défavorable à l'égard des terres qu'ils ont vues et des blancs qu'ils ont rencontrés à la frontière, une « classe de personnes abandonnées, dissolues et méchantes », dont beaucoup étaient « fugitifs, ». Le meurtre d'un chef wendat et de sa famille a finalement convaincu les Wyandots que le gouvernement américain ne les protégerait pas en Ohio et, en 1843, 664 Wyandots ont quitté l'Ohio en bateau à vapeur pour leur nouveau foyer au Kansas. Leurs nouvelles terres, achetées aux Lenapes, une autre tribu amérindienne du Kansas, englobaient l'actuelle Kansas City.
L'historien du Kansas William E. Connelley a décrit les Wyandots ainsi : « Lorsque les Wyandots sont venus au Kansas, aucun membre de la tribu n'était à plus d'un quart indien. La tribu était indienne ; les gens étaient à trois quarts blancs. Ils ont apporté leur église, leurs écoles, leur loge maçonnique, un code de lois pour leur gouvernement. Ils ont établi leurs institutions ici. Ils ont fait respecter la loi,. »

### Gouverneur du territoire du Nebraska
Le 26 juillet 1853, Walker est élu gouverneur provisoire du territoire du Nebraska lors d'une réunion à la maison du conseil des Wyandots. Le groupe qui l'a élu se composait de Wyandots, de commerçants blancs et d'autres personnes ayant des intérêts extérieurs qui souhaitaient devancer l'organisation du territoire par le gouvernement fédéral et profiter de l'installation des colons blancs au Kansas. Walker et les autres faisaient également la promotion du Kansas comme itinéraire pour le projet de chemin de fer transcontinental.
L'élection de Walker en tant que gouverneur provisoire n'a pas été acceptée par le gouvernement fédéral, mais elle a incité le Congrès à accélérer l'organisation officielle des futurs États du Kansas et du Nebraska en adoptant la loi Kansas-Nebraska en 1854. Cela a ouvert le territoire à l'installation des Blancs et a permis aux colons de déterminer si l'esclavage serait autorisé dans leurs territoires. Les Wyandots étaient divisés sur la question de l'esclavage, bien que certains, dont Walker, possédaient des esclaves. Cependant, Walker était opposé à la sécession. Quelques Wyandots ont bénéficié de la situation dans les années 1850 et 1860 en vendant leurs terres aux colons blancs, mais pour la plupart, l'afflux de Blancs s'est avéré désastreux et ils ont rapidement déménagé en Oklahoma. Cependant, Walker est resté au Kansas où il est mort le 13 février 1874.